# Bibliotheca Bipontina
Koordinaten: 49° 14′ 58,4″ N, 7° 21′ 59,7″ O

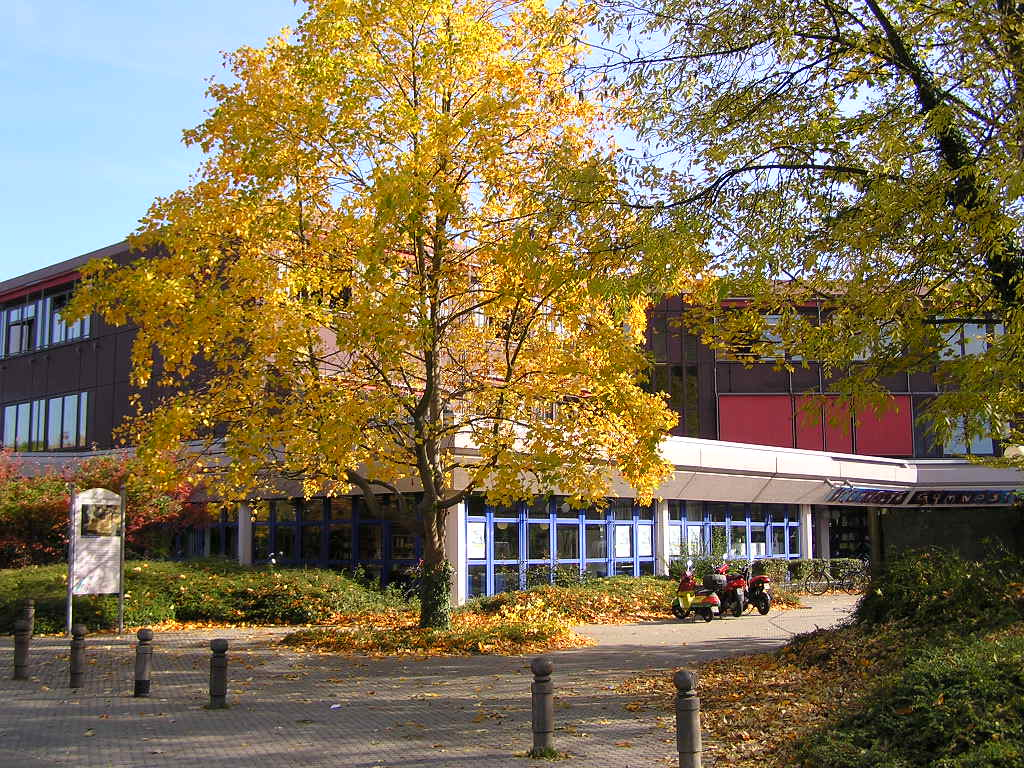
Bibliotheca Bipontina

Die Bibliotheca Bipontina ist eine wissenschaftliche Regionalbibliothek in Zweibrücken, die seit dem 1. September 2004 Teil des Landesbibliothekszentrums Rheinland-Pfalz ist. Sie ist eine der bedeutendsten Altbestandsbibliotheken des Landes. Ihr Name nimmt Bezug auf den lateinischen Namen Zweibrückens.
Der Buchbestand beträgt etwa 120.600 Bände (Stand: 2012), darunter 12.000 Bände des musealen Altbestandes aus den fürstlichen Bibliotheken der Zweibrücker Herzöge. Sie verwahrt auch die Bibliotheken des Vereins für pfälzische Kirchengeschichte (etwa 20.000 Bände) und des „Historischen Vereins Zweibrücken“ (etwa 10.000 Bände). Der Bestandsschwerpunkt liegt im Bereich der Regionalliteratur der Pfalz und in den geisteswissenschaftlichen Fächern. Der Gründungsbestand der Bibliotheca Bipontina wurde 2015 in das „Länderverzeichnis national wertvollen Kulturgutes“ aufgenommen.

## Geschichte
Während die Bibliotheken in Zweibrücken durch die Kriegsereignisse des 17. Jahrhunderts fast vollständig vernichtet wurden, blieb die Bibliothek in Bischweiler der Linie Birkenfeld erhalten, die im 18. Jahrhundert in die Residenz Zweibrücken geholt wurde. Sie war von Pfalzgraf Karl I. von Pfalz-Birkenfeld (gestorben 1600), Herzog Wolfgangs jüngstem Sohn, gegründet und von dessen Erben kontinuierlich erweitert worden. In seinem Testament machte Pfalzgraf Karl seinen Erben die Pflege und Erweiterung der Bibliothek zur Pflicht und schrieb vor, „die Bibliothek bey der Graffschafft Sponheim [zu] lassen“.
Im 18. Jahrhundert blühte in Zweibrücken das geistige Leben, der Buchdruck (die berühmten Ausgaben der Editiones Bipontinae wurden hier verlegt) und natürlich auch die Bibliothek. Vorstand der Bibliothek war damals der Gymnasialrektor Georg Christian Crollius, ein namhafter Gelehrter.
Seit dem Ende des 19. Jahrhunderts war die Bipontina dem humanistischen Herzog-Wolfgang-Gymnasium zugeordnet. Nach dessen Auflösung wurde sie 1988 selbständige Landeseinrichtung, 2004 dann in ein neu gegründetes Landesbibliothekszentrum Rheinland-Pfalz integriert. 
Nach dem Zweiten Weltkrieg war der spätere Bibliotheksleiter Hans Woelbing maßgeblich am Aufbau der Bibliothek beteiligt. Bis 1943 Studienrat am Bismarck-Realgymnasium in Dortmund war Hans Woelbing ab 1949 zunächst als Lehrer am Herzog-Wolfgang-Gymnasium und von 1964 bis 1974 als Leiter der Volkshochschule in Zweibrücken tätig. Seine Vergangenheit als NSDAP-Funktionär und treibende Kraft bei der Bücherverbrennung in Dortmund wurde in Zweibrücken erst 2013 durch eine Veröffentlichung des Landesbibliothekszentrums in der Zeitschrift Bibliotheksdienst bekannt.
Da die Temperaturen im Helmholtz-Gymnasium, in dem die Bibliothek untergebracht war, zu hoch waren, werden viele Bücher seit 2023 in Speyer restauriert. Ab etwa 2026 soll die Bipontina dann in der Stadtbücherei Zweibrücken untergebracht werden.